# 1943
1943（千九百四十三、一九四三、せんきゅうひゃくよんじゅうさん）は、自然数または整数において、1942の次で1944の前の数である。

## 性質
- 1943は合成数であり、約数は1, 29, 67, 1943である。
  - 約数の和は2040。
- 561番目の半素数である。1つ前は1942、次は1945。
- 各位の和が17になる129番目の数である。1つ前は1934、次は1952。

## その他 1943 に関連すること
- 西暦1943年
- 『1943 ミッドウェイ海戦』はカプコンより発売されたアーケードゲーム。
- 1943改